# Lammegrib
Lammegribben (Gypaetus barbatus) er en meget stor rovfugl med et vingefang på op til 280 centimeter. Den er udbredt i Sydeuropa, Afrika og Asien. Den lever af ådsler af nyligt døde dyr og deres knogler samt dyr, som den selv fanger. Det anslås, at 85-90 % af føden er knoglemarv. Lammegrib er den eneste art i slægten Gypaetus. Den er standfugl.

## Beskrivelse
Lammegribben har lange, smalle og tilspidsede vinger med markant fremstrakt hoved og lang tilspidset hale.
Den er normalt tavs men kan i flugtspillet mellem magerne udstøde spinkle, høje lyde.

## Udbredelse og rødliste
Lammegribben er i den internationale rødliste angivet som næsten truet. Bestanden menes generelt at være i tilbagegang. Den er udbredt i Nordafrika, Sydeuropa, Lilleasien og Mellemøsten og videre østover til Mongoliet og Kina. Desuden findes den i dele af Øst- og Sydafrika. I maj 2017 rapporteredes det, at lammegribben var set på Lolland. 10/6 2022 blev et eksemplar observeret over Skagen Odde omkring Råbjegvej/Råbjerg Kirke og nærliggende områder. D. 17. maj 2025 blev fuglen spottet i Blåvand